# 張德昌
张德昌（？—1643年），字開之，明朝将领，陕西榆林人，張臣之孙，張承廕之子，张应昌、張全昌的弟弟。
萬歷四十八年六月，张德昌承蔭為榆林衛指揮僉事。崇祯初年，张德昌为清水营守备。后任保定副总兵。崇祯三年（1630年）夏，在攻打王嘉胤时負傷，以战敗职罪而奪官位。復任保定参将，击败农民軍仁義王。崇祯十四年（1641年）春，跟随总督楊文岳率军五千救援開封，不敢進軍。同年冬，提拔为保定副总兵。崇祯十六年（1643年）去世。追赠特进荣禄大夫、左都督。